# Flughafen Pisa

i7
i11
i13
Der Flughafen Pisa (ital. Aeroporto Galileo Galilei oder auch San Giusto, IATA-Code: PSA, ICAO-Code: LIRP) ist ein italienischer Flughafen bei Pisa. Er ist der wichtigste Flughafen der Region Toskana und hat auch für die Hauptstadt Florenz große Bedeutung, da der dortige, relativ kleine Flughafen Peretola nur in sehr begrenzter Weise ausgebaut werden konnte.

## Lage und Verkehrsanbindung

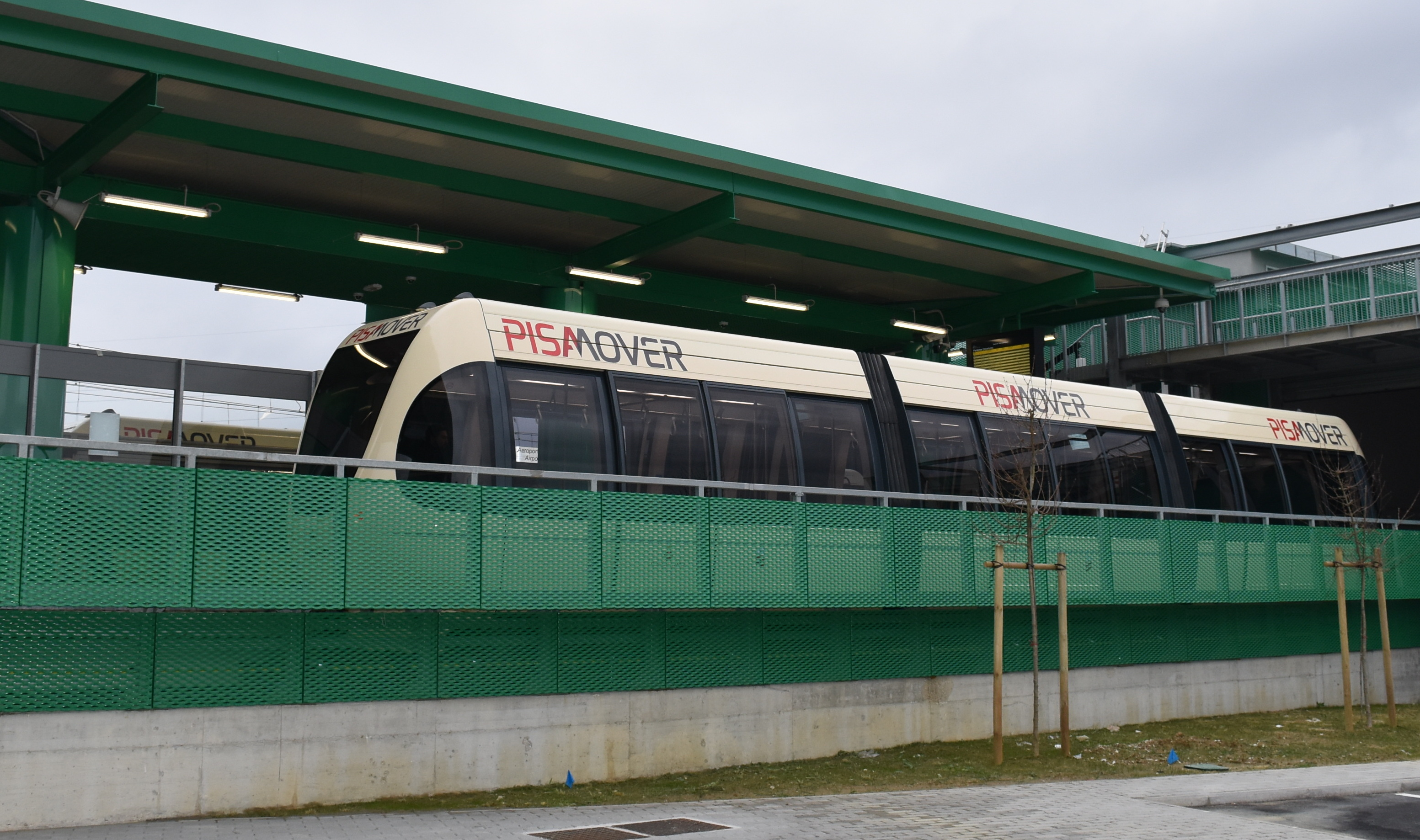
Pisa Mover

Der nach Galileo Galilei benannte Flughafen liegt zwei Kilometer südlich der Stadt.
- Bahn: Seit März 2017 verbindet ein Peoplemover (Pisa Mover) den Flughafen mit dem Hauptbahnhof von Pisa. Die 1785 Meter lange Strecke wird, mit einem Zwischenstopp am Parkplatz, in knapp fünf Minuten zurückgelegt. Die Züge mit je drei Kabinen und einer Kapazität von je 103 Personen fahren im Fünf-Minuten-Takt.

- Bus: Alle 30 Minuten in die Innenstadt, Piazza dei Miracoli (10 Minuten Transfer).

- Auto: Der Flughafen liegt unmittelbar an der Strada di grande comunicazione Firenze-Pisa-Livorno, über die fast alle Stadtteile Pisas und die benachbarten Städte einfach zu erreichen sind. Außerdem liegt er unmittelbar an der Strada Statale 1 Via Aurelia. Am Flughafen sind die bekanntesten Autovermietungsfirmen präsent.

## Geschichte

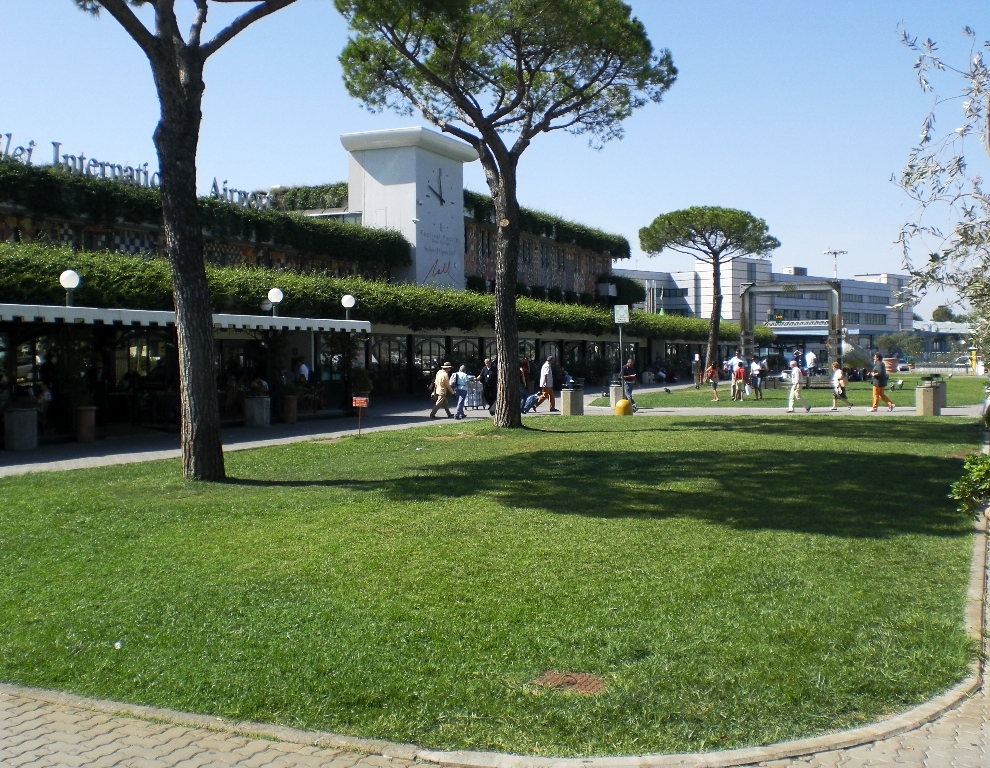
Empfangsgebäude

Bei San Giusto wurde 1911 ein erster Flugplatz eingerichtet. Während des Ersten Weltkriegs und auch in den Jahren danach gab es hier eine militärische Flugschule. Kurz nach dem Krieg übernahmen die deutschen Dornier-Werke zusammen mit einigen Geschäftsleuten aus Pisa die stillgelegte Gallinari-Werft in Marina di Pisa und gründeten die Firma CMASA – Costruzioni Meccaniche Aeronautiche S.A., die dort bis 1931 unter Umgehung des Versailler Vertrages Flugboote vom Typ Dornier Wal baute. 1931 übernahm Fiat die Produktionsanlagen. Zu dieser Zeit ließ sich die Firma Piaggio im nahen Pontedera nieder und baute dort zunächst Flugzeugmotoren und dann auch Flugzeuge. 1938 wurde der Flughafen San Giusto ausgebaut. Während des Zweiten Weltkrieges operierte von hier aus ein Bombergeschwader der italienischen Luftwaffe, das als Lufttransportverband noch heute in Pisa-San Giusto stationiert ist. Ab 1948 konnte hier auch der zivile Linienverkehr wieder aufgenommen werden. Das 1966 eröffnete Passagierterminal wurde im Lauf der Zeit mehrmals modernisiert.
Der Flughafen hatte bis Ende 2013 einen Bahnhof, von dem aus Züge nach Pisa und auch nach Florenz verkehrten. Der Bahnhof wurde umgebaut und im März 2017 mit einem neuen Konzept (Peoplemover) wiedereröffnet. Die Südtiroler Leitner AG baute mit den Firmen Condotte d’Aqua, Agudio und Inso Sistemi eine sogenannte MiniMetro.

## Militärischer Teil
Auf dem Flughafen von Pisa ist der größte Lufttransportverband der italienischen Luftwaffe stationiert; sie nutzt Maschinen wie die Lockheed C-130 und Alenia C-27.

## Fluggesellschaften und Ziele
Ryanair ist die größte Fluggesellschaft in Pisa. Weitere größere Fluggesellschaften sind EasyJet sowie Norwegian, Volotea oder Aeroitalia.
Aus dem deutschsprachigen Raum wird Pisa von mehreren Fluggesellschaften angeflogen. Pisa ist verbunden mit Frankfurt, Memmingen und mit Berlin. Zudem besteht noch eine Verbindung nach Köln/Bonn.

## Zwischenfälle
- Am 27. Januar 1952 überrollte eine Douglas DC-4/C-54A-5-DO der US-amerikanischen Seaboard & Western Airlines, betrieben für die isländische Loftleidir (Luftfahrzeugkennzeichen N1512V) bei der Landung auf dem Flughafen Pisa das Landebahnende und kam erst in einem Graben zum Stehen. Das Flugzeug wurde durch Feuer zerstört. Alle vier Besatzungsmitglieder des Frachtflugs überlebten den Unfall, allerdings nur drei der 50 geladenen Kühe.[4]

## Verkehrszahlen
| Jahr | Fluggastaufkommen | Luftfracht (Tonnen) (mit Luftpost) | Flugbewegungen |
| ---- | ----------------- | ---------------------------------- | -------------- |
| 2019 | 5.387.558         | 13.005                             | 42.815         |
| 2018 | 5.463.080         | 11.644                             | 43.109         |
| 2017 | 5.233.118         | 10.595                             | 41.861         |
| 2016 | 4.989.496         | 10.298                             | 40.601         |
| 2015 | 4.804.812         | 8.697                              | 39.515         |
| 2014 | 4.683.811         | 8.210                              | 38.868         |
| 2013 | 4.479.690         | 2.422                              | 38.961         |
| 2012 | 4.494.915         | 7.377                              | 41.194         |
| 2011 | 4.526.723         | 7.478                              | 41.676         |
| 2010 | 4.067.012         | 6.957                              | 39.337         |
| 2009 | 4.018.662         | 6.005                              | 39.461         |
| 2008 | 3.963.717         | 11.459                             | 42.034         |
| 2007 | 3.725.770         | 15.099                             | 42.691         |
| 2006 | 3.014.656         | 13.969                             | 37.509         |
| 2005 | 2.334.843         | 12.207                             | 32.709         |
| 2004 | 2.031.890         | 12.089                             | 31.551         |
| 2003 | 1.982.897         | 11.532                             | 31.598         |
| 2002 | 1.654.570         | 10.244                             | 26.757         |
| 2001 | 1.378.322         | 11.414                             | 26.717         |
| 2000 | 1.246.807         | 10.210                             | 24.116         |